# Mountainbike-Eliminator-Weltmeisterschaften 2022
Bei den Mountainbike-Eliminator-Weltmeisterschaften 2022 wurden am 2. Oktober 2022 im katalanischen Barcelona die Weltmeister in der Disziplin Cross-Country Eliminator ermittelt. 
Nachdem Barcelona bereits 2021 Austragungsort dein Weltcup-Rennens im Eliminator war, wurden im September 2021 die Weltmeisterschaften an die Stadt vergeben.
Der Wettbewerb wurde auf dem Montjuïc auf dem Gelände der Weltausstellung des Jahres 1929 ausgetragen. Die Strecke führte um die Quatre Columnes und die Font Màgica sowie die Treppen zwischen den beiden Sehenswürdigkeiten. In der Qualifikation musste eine Runde einzeln auf Zeit absolviert werden, anhand der Reihenfolge die Zuordnung zu den einzelnen Läufen im Achtelfinale ermittelt wurde. In den Ausscheidungsrunden und Finalläufen wurde der Kurs jeweils zweimal absolviert.

## Männer
Finale
| Platz | Land | Athlet                | Zeit        |
| ----- | ---- | --------------------- | ----------- |
| 1     | FRA  | Titouan Perrin-Ganier | 1:19,35 min |
| 2     | GER  | Simon Gegenheimer     | + 0,78 s    |
| 3     | PUR  | Ricky Morales         | + 3,03 s    |
| 4     | AUT  | Theo Hauser           | + 3,07 s    |

Kleines Finale
| Platz | Land | Athlet                       | Zeit        |
| ----- | ---- | ---------------------------- | ----------- |
| 5     | NED  | Jeroen van Eck               | 1:20,91 min |
| 6     | GER  | Felix Klausmann              | + 0,24 s    |
| 7     | FRA  | Killian Demangeon            | + 0,77 s    |
| 8     | ESP  | Alberto Mingorance Fernandez | + 3,44 s    |

Datum: 2. Oktober 2022

Insgesamt waren 33 Teilnehmer gemeldet, von denen sich 32 für das Achtelfinale qualifizierten. Titouan Perrin-Ganier sicherte sich im Sprint gegen Simon Gegenheimer seinen fünften Titel.

## Frauen
Finale
| Platz | Land | Athlet          | Zeit        |
| ----- | ---- | --------------- | ----------- |
| 1     | ITA  | Gaia Tormena    | 1:25,89 min |
| 2     | FRA  | Coline Clauzure | + 2,01 s    |
| 3     | SWE  | Ella Holmegård  | + 3,88 s    |
| 4     | FRA  | Noemie Garnier  | + 4,90 s    |

Kleines Finale
| Platz | Land | Athlet         | Zeit        |
| ----- | ---- | -------------- | ----------- |
| 5     | FRA  | Isaure Medde   | 1:30,90 min |
| 6     | GER  | Lia Schrievers | + 0,80 s    |
| 7     | NED  | Didi de Vries  | + 5,90 s    |
| 8     | FRA  | Lea Houyvet    | + 11,32 s   |

Datum: 2. Oktober 2022

Insgesamt waren 21 Teilnehmerinnen gemeldet, von denen sich 16 für das Viertelfinale qualifizierten.
Gaia Tormena gewann nach dem Vorjahr erneut den Titel mit deutlichem Vorsprung.